# Lucy Walker (regisseur)
Lucy Walker (Londen) is een Engels regisseur.
Walker groeide op in Londen en studeerde literatuur aan de Universiteit van Oxford. Ze regisseerde theaterstukken totdat ze een Fulbright studiebeurs won en mocht deelnemen aan en ze voor haar Master in Film Arts (MFA) slaagde. Ze won meerdere prijzen en enkele Emmy Award-nominaties.

## Filmografie
- The Crash Reel (2013)
- Blindsight (2006)
- Devil's Playground (2002)
- Blue's Clues (1996) televisieserie
- Blue's Birthday (1998) videoproductie

- Biblioteca Nacional de España: XX4808305
- Bibliothèque nationale de France: cb169306286 (data)
- Gemeinsame Normdatei: 142534471
- International Standard Name Identifier: 0000 0003 6612 894X
- Library of Congress Control Number: no2011007531
- Nationale Bibliotheek van Israël: 987007429643705171
- Nederlandse Thesaurus van Auteursnamen: 301798915
- Système universitaire de documentation: 164814728
- Virtual International Authority File: 302621819
- WorldCat: E39PBJxRwPjP4FjpCYqwYWjcT3